# Adam F

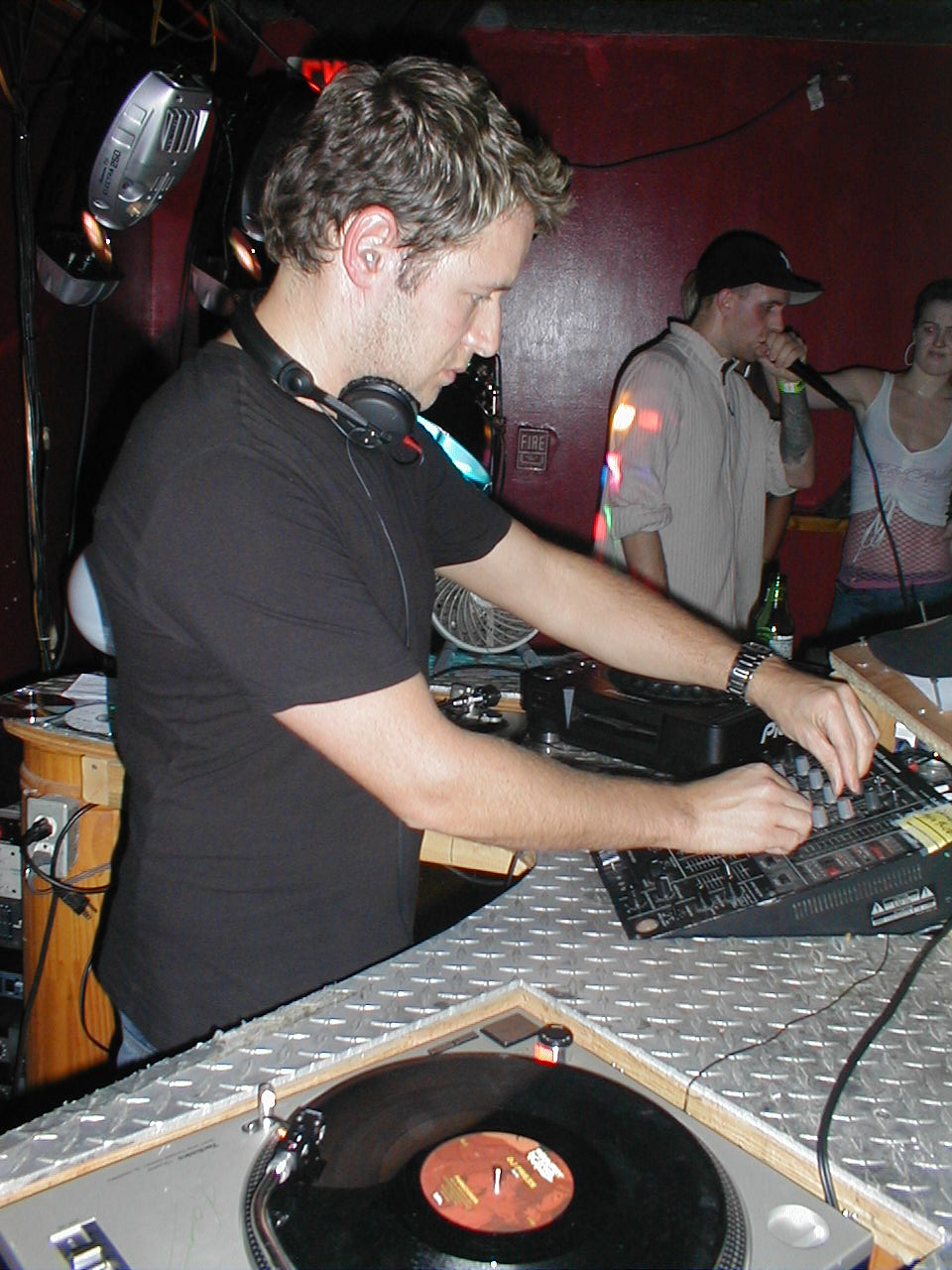
Adam F bei einem Auftritt in New Haven, Connecticut/USA im Jahr 2006

Adam Fenton, besser bekannt als Adam F, (* 14. Februar 1972 in Liverpool) ist ein englischer Jungle- und Drum-and-Bass-DJ und -Produzent.

## Leben
Adam Fenton ist der Sohn von Alvin Stardust und Iris Caldwell Fenton.
Seine erste eigene Drum-and-Bass-Produktion, die Single Circles wurde 1996 bei den Hardcore Dance Awards als Single des Jahres ausgezeichnet. Sein erster Hit war der Techstep-Klassiker Metropolis/Mother Earth, erschienen 1997 auf dem Metalheadz-Label. Der breiteren Öffentlichkeit wurde er mit dem Track The Tree Knows Everything bekannt, zu dem Tracey Thorn von Everything But The Girl die Vocals beisteuerte (Debüt-Album Colours 1997 – Everything But The Girl belegten damals gerade obere Chartplätze mit dem Album Walking Wounded). 1998 gewann Adam F. einen MOBO-Award für das Album Colours. Auch im Hip-Hop-Genre feierte er mit Kaos: The Anti-Acoustic Warfare Erfolge. Außerdem komponierte er den Score zu Ali G in da House.
Adam F ist Gründer und Mitbesitzer des britischen Plattenlabels Breakbeat Kaos.

## Diskografie

### Studioalben
| Jahr | Titel                           | Höchstplatzierung, Gesamtwochen, AuszeichnungChartplatzierungen (Jahr, Titel, Platzierungen, Wochen, Auszeichnungen, Anmerkungen) | Höchstplatzierung, Gesamtwochen, AuszeichnungChartplatzierungen (Jahr, Titel, Platzierungen, Wochen, Auszeichnungen, Anmerkungen) | Anmerkungen                              |
| Jahr | Titel                           | DE | UK | Anmerkungen                              |
| ---- | ------------------------------- | --- | --- | ---------------------------------------- |
| 1997 | Colours                         | — | UK47 (2 Wo.)UK | Erstveröffentlichung: 3. November 1997   |
| 2001 | Kaos: The Anti-Acoustic Warfare | DE44 (2 Wo.)DE | — | Erstveröffentlichung: 10. September 2001 |

### Remixalben
| Jahr | Titel                 | Höchstplatzierung, Gesamtwochen, AuszeichnungChartsChartplatzierungen (Jahr, Titel, Platzierungen, Wochen, Auszeichnungen, Anmerkungen) | Anmerkungen                |
| Jahr | Titel                 | UK | Anmerkungen                |
| ---- | --------------------- | --- | -------------------------- |
| 2002 | Drum and Bass Warfare | UK96 (1 Wo.)UK | Erstveröffentlichung: 2002 |

### Singles
| Jahr | Titel Album                                                     | Höchstplatzierung, Gesamtwochen, AuszeichnungChartplatzierungen (Jahr, Titel, Album, Platzierungen, Wochen, Auszeichnungen, Anmerkungen) | Höchstplatzierung, Gesamtwochen, AuszeichnungChartplatzierungen (Jahr, Titel, Album, Platzierungen, Wochen, Auszeichnungen, Anmerkungen) | Anmerkungen                                             |
| Jahr | Titel Album                                                     | CH | UK | Anmerkungen                                             |
| ---- | --------------------------------------------------------------- | --- | --- | ------------------------------------------------------- |
| 1995 | Circles Colours                                                 | — | UK20 (3 Wo.)UK | Erstveröffentlichung: 1995                              |
| 1996 | F Jam Colours                                                   | — | UK100 (1 Wo.)UK | Erstveröffentlichung: 18. November 1996 feat. MC Conrad |
| 1998 | Music In My Mind Colours                                        | — | UK27 (3 Wo.)UK | Erstveröffentlichung: 2. Februar 1998                   |
| 2001 | Smash Sumthin’ Malpractice                                      | CH98 (1 Wo.)CH | UK11 (11 Wo.)UK | Erstveröffentlichung: 3. Juli 2001 Redman feat. Adam F  |
| 2001 | Stand Clear Kaos: The Anti-Acoustic Warfare                     | — | UK43 (4 Wo.)UK | Erstveröffentlichung: 2001 feat. M.O.P.                 |
| 2002 | Where’s My …? Kaos: The Anti-Acoustic Warfare                   | — | UK37 (2 Wo.)UK | Erstveröffentlichung: März 2002 feat. Lil’ Mo           |
| 2002 | Metrosound –                                                    | — | UK54 (2 Wo.)UK | Erstveröffentlichung: 2002 mit J Majik                  |
| 2002 | Dirty Harry’s Revenge Kaos: The Anti-Acoustic Warfare           | — | UK50 (4 Wo.)UK | Erstveröffentlichung: 2. Dezember 2002 feat. Beenie Man |
| 2004 | When the Sun Goes Down Jungle Sound: The Bassline Strikes Back! | — | UK68 (2 Wo.)UK | Erstveröffentlichung: 2004 DJ Fresh feat. Adam F        |
| 2005 | 8Ball / Original Junglesound (TC Remix) –                       | — | UK93 (1 Wo.)UK | Erstveröffentlichung: 2005                              |
| 2015 | Believer –                                                      | — | UK58 (2 Wo.)UK | Erstveröffentlichung: 8. Juni 2015 mit DJ Fresh         |